# Antonio Tamburini (automobilista)
Antonio Tamburino (Arezza, 15 de setembro de 1966) é um ex-piloto italiano de automobilismo.
Iniciou sua carreira disputando provas de kart, e entre 1986 e 1989 disputou a Fórmula 3 Italiana. Na Fórmula 3000, estreou em 1990 pela equipe Roni Motorsport, obtendo 2 quartos lugares em Donington Park e Nogaro. Em 1991, conquistou 2 pódios - um 2º lugar em Vallelunga e a vitória na etapa de Le Mans - esta foi, também, a última disputada por Tamburini na F-3000. 
No mesmo ano, teve sua primeira (e única) experiência num carro de Fórmula 1 no Bolonha Motor Show, onde pilotou um carro da Andrea Moda Formula, que faria sua estreia na categoria em 1992. Ele avançou à segunda fase após Gianni Morbidelli, da Minardi, bater e abandonar. Porém, Andrea Sassetti (dono da equipe) desiste da contratação de Tamburini e escala outros 2 italianos, Alex Caffi e Enrico Bertaggia, que no entanto, perderam suas vagas após fazerem críticas ao time.
Sua melhor fase foi no Campeonato Italiano de Turismo, onde venceu 8 provas e obteve 24 pódios entre 1992 e 1998, ano de sua aposentadoria das pistas.